# Dureté Barcol
La dureté Barcol est une méthode de mesure de la dureté des matériaux. Elle est fondée sur la pénétration dans un échantillon d’un pénétrateur à pointe sur lequel est exercé un effort constant par l’intermédiaire d’un ressort. La dureté est fonction de cet enfoncement.

## Applications
Cette méthode est utilisée pour caractériser les matériaux plastiques rigides et les plastiques renforcés de fibres.

## Normes
L'utilisation de l'échelle de Barcoll est normalisée par le Comité européen de normalisation (CEN) : 
- EN 59 Matières plastiques renforcées au verre textile - Mesure de la dureté au duromètre barcol

Et l'ASTM International :
- ASTM D2583 - 13a Standard Test Method for Indentation Hardness of Rigid Plastics by Means of a Barcol Impressor.